# Česká šachová extraliga 2008/2009
Česká šachová extraliga 2008/09 byla nejvyšší šachovou soutěží v sezoně 2008/09 v Česku. Zúčastnilo se 12 družstev, přičemž nováčci byli SPACE Poštovní spořitelna a TJ TŽ Třinec "B", přičemž si oba v Extralize odbyli premiéru.
Družstva byla rozdělena do dvojic podle geografické blízkosti a sezóna byla odehrána formou dvoukol v sobotu a v neděli, kdy vždy tři dvojice tedy 6 družstev hrálo toto dvoukolo doma a šest venku. Navíc bylo mezi druhé a třetí dvoukolo vloženo nedělní kolo, ve kterém se vzájemně střetla družstva z jednotlivých dvojic. Hracími dny byly 8./9. listopad 2008, 6./7. prosinec 2008, 10. leden 2009, 7./8. únor 2009, 21./21. únor 2009, 21./22. března 2009.
Svého prvního vítězství vítězství dosáhl tým ŠK Mahrla Praha, když v posledním kole porazil nejtěsnějším rozdílem obhajující 1. Novoborský ŠK a odsunul ho tak na 2. místo. Na 3. místo dosáhl tým RC Sport Pardubice a získal tak šestou medaili v historii. Z extraligy sestoupili oba nováčci SPACE Poštovní spořitelna a TJ TŽ Třinec "B".

## Konečná tabulka
| Poř. | Tým                           | Z  | V  | R | P  | BZ | BP   | VP |
| ---- | ----------------------------- | -- | -- | - | -- | -- | ---- | -- |
| 1.   | ŠK Mahrla Praha               | 11 | 10 | 0 | 1  | 30 | 59,0 | 40 |
| 2.   | 1. Novoborský ŠK (EP)         | 11 | 8  | 2 | 1  | 26 | 58,0 | 37 |
| 3.   | RC Sport Pardubice            | 11 | 7  | 2 | 2  | 23 | 53,0 | 38 |
| 4.   | A64 Valoz Grygov              | 11 | 7  | 1 | 3  | 22 | 49,5 | 26 |
| 5.   | BŠŠ Frýdek-Místek             | 11 | 6  | 1 | 4  | 19 | 47,5 | 26 |
| 6.   | ŠK Zlín                       | 11 | 5  | 1 | 5  | 16 | 44,5 | 24 |
| 7.   | ŠK Geofin Ostrava             | 11 | 4  | 1 | 6  | 13 | 46,0 | 25 |
| 8.   | TJ Zikuda Turnov              | 11 | 4  | 0 | 7  | 13 | 42,5 | 19 |
| 9.   | TJ Bohemians Praha            | 11 | 4  | 0 | 7  | 13 | 36,0 | 18 |
| 10.  | TJ TŽ Třinec "A"              | 11 | 3  | 1 | 7  | 10 | 38,5 | 19 |
| 11.  | SPACE Poštovní spořitelna (N) | 11 | 3  | 0 | 8  | 9  | 33,5 | 21 |
| 12.  | TJ TŽ Třinec "B" (N)          | 11 | 0  | 1 | 10 | 1  | 20,0 | 6  |

## Hráči a sestavy
Do bojů celkem zasáhlo ve 12 družstvech 148 hráčů, mezi nimiž byly čtyři ženy. Zastoupení jednotlivých šachových federací bylo následující: Česko 108, Polsko 15, Slovensko 13, Ukrajina 3, Bělorusko, Lotyšsko a Německo po 2, Francie, Rusko a Island po 1. V následujícím seznamu jsou uvedeni hráči, kteří sehráli alespoň jednu partii. Počet sehraných partií je v závorce za jménem hráče. Vlajka označuje stát, v jehož národní federaci byl pro danou sezónu hráč registrován u FIDE.
- Mahrla Praha –  Jurij Drozdovskyj (2),  David Navara (11),  Volodymyr Tukmakov (2),  Hannes Hlífar Stefánsson (8),  Tomáš Oral (10),  Vlastimil Jansa (9),  Miloš Jirovský (7),  David Gross (9),  Michajl Ivanov (4),  Eduard Meduna (10),  Milan Orság (8),  Stanislav Cífka (4),  Ján Plachetka (2),  Ivan Hausner (2)
- 1. Novoborský ŠK –  Zbyněk Hráček (11),  Viktor Láznička (9),  Ján Markoš (10),  Jiří Štoček (11),  Petr Hába (11),  Robert Cvek (8),  Radek Kalod (8),  Pavel Šimáček (8),  Marek Vokáč (5),   Lukáš Klíma (7)
- SAGINA Pardubice –  Robert Kempinski (9),  Jan Votava (11),  Piotr Bobras (3),  Jan Bernášek (11),  Martin Petr (11),  Bartolomiej Heberla (10),  Pavel Stehno (11),  Vigen Mirumian (6),  Eduard Prandstetter (2),  Luboš Roško (11),  Jiří Pačovský (1),  Borek Bernard (2)
- A64 VALOZ Grygov –  Vlastimil Babula (11),  Tomáš Petrík (8),  Michal Luch (5),  Erich Pinter (9),  Richard Biolek (11),  David Kaňovský (11),  Josef Juřek (6),  Richard Biolek (7),  Stanisław Zawadzki (3),  Karel Malinovský (10),  Radek Sluka (7)
- BŠŠ Frýdek-Místek –  Sergej Azarov (8),  Vjačeslav Dydyško (11),  Rafal Antoniewski (7),  Zigurds Lanka (7),  Igors Rausis (4),  Stanislav Jasný (9),  Sergej Berezjuk (11),  Jana Jacková (7),  Vojtěch Rojíček (9),  Kateřina Němcová (3),  Jakub Lahner (5),  Jiří Kočiščák (3),  Tomáš Dvořák (4)
- ŠK SK Zlín –  Tomáš Polák (11),  Peter Vavrák (9),  Pavel Čech (5),  Michal Mészáros (6),  Juraj Lipka (6),  Roman Chytilek (8),  Peter Michalík (7),  Jan Sosna (11),  Petr Bažant (9),  Pavel David (1),  Cyril Ponížil (8),  Jakub Roubalík (5),  Petr Kořenek (2)
- ŠK Geofin Ostrava –  Radosław Wojtaszek (2),  Artur Jakubiec (11),  Radoslaw Jedynak (5),  Petr Velička (10),  Vítězslav Rašík (10),  Vladimír Talla (11),  Zbigniew Pakleza (3),  Jozef Michenka (11),  Mirosław Jaworski (5),  Vlastimil Neděla (11),  Stanislav Fiřt (5),  Karel Kleberc (1),  Aleš Krajina (1),  Michal Hájek (1),  Ladislav Kander (1)
- ŠK Zikuda Turnov –  Ľubomír Ftáčnik (5),  Igor Štohl (2),  Falko Bindrich (5),  Vladimir Sergejev (11),  Štěpán Žilka (9),  Jiří Lechtýnský (10),  Tomáš Kulhánek (11),  Michal Konopka (10),  Leonid Vološin (6),  Petr Kačírek (5),  Miloš Možný (8),  Tomáš Zelený (4),  Aleš Hácha (2)
- TJ Bohemians Praha –  Petr Neuman (11),  Jiří Jirka (10),  Petr Zvára (11),  Jan Šuráň (9),  Jan Sodoma (11),  Nicolas Cléry (6),  Vasil Tričkov (11) Imre Kukel (6),  Květoslav Znamenáček (9),  Jaroslav Voříšek (2),  Jan Chura (1),  Bohuslav Dubanský (1)
- TJ TŽ Třinec "A" –  Alexander Mišta (8),  Piotr Murdzia (10),  Krzysztof Jakubowski (9),  Rolands Bērziņš (3),  Vojtěch Plát (11),   Ladislav Langer (10),  Milan Walek (11),  Jan Sikora-Lerch (5),  Akaki Sharashenidze (8),  Martin Frolík (6),  Jan Sikora (7)
- SPACE Poštovní spořitelna –  Lukáš Černoušek (11),  Jan Příborský (7),  Tomáš Studnička (9),  Martin Řehořek (10),  Pavel Vávra (10),  Miloslav Netušil (6),  Petr Šimek (10),  Jan Dvořák (4),  Jindřich Kuba (8),  Vojtěch Kovář (10),  Miloš Kozák (2),  Petr Pokorný (1),  Jan Bartoš (1),
- TJ TŽ Třinec "B" –  Petr Červený (11),  Marián Jurčík (9),  Martin Jurčík (11),  Petr Růžička (11),  Milan Babula (10),  Joanna Worek (11),  Soňa Pertlová (4),  Karel Kocián (10),  Patrik Schoupal (4),  Martin Staszko (4),  Miroslav Kvíčala (3)